# Shelby Lynne
Shelby Lynne, rodným jménem Shelby Lynn Moorer, (* 22. října 1968) je americká zpěvačka a kytaristka, starší sestra zpěvačky Allison Moorer. Narodila se ve Virginii a vyrůstala v Alabamě. Její otec byl těžký alkoholik, který týral svou manželku. Ta se v roce 1985 s dcerami odstěhovala, ale její manžel je našel. V roce 1986 před očima svých dcer manželku zastřelil a následně zabil i sám sebe. V roce 1987 vystoupila v countryovém televizním pořadu Nashville Now a zanedlouho podepsala kontrakt s vydavatelstvím Epic Records. V roce 1989 vydala své debutové album nazvané Sunrise. Obrovskému úspěchu se jí dostalo po jejím šestém albu I Am Shelby Lynne (1999), díky němuž získala cenu Grammy pro nejlepšího nového umělce. V roce 2008 vydala album Just a Little Lovin', složené z coververzí písní anglické zpěvačky Dusty Springfield. Roku 2017 vydala společné album se svou sestrou, které dostalo název Not Dark Yet.

## Diskografie
- Sunrise (1989)
- Tough All Over (1990)
- Soft Talk (1991)
- Temptation (1993)
- Restless (1995)
- I Am Shelby Lynne (1999)
- Love, Shelby (2001)
- Identity Crisis (2003)
- Suit Yourself (2005)
- Just a Little Lovin' (2008)
- Tears, Lies and Alibis (2010)
- Merry Christmas (2010)
- Revelation Road (2011)
- I Can't Imagine (2015)
- Not Dark Yet (2017)
- Shelby Lynne (2020)